# Tipula (Eumicrotipula) araucania
Tipula (Eumicrotipula) araucania is een tweevleugelige uit de familie langpootmuggen (Tipulidae). De soort komt voor in het Neotropisch gebied.